# レミー・ジュリアン
レミー・ジュリアン（Rémy Julienne、1930年4月17日 - 2021年1月21日）は、フランスのカースタントのパフォーマー、コーディネーターである。生涯で1400本以上の作品のカースタントに関わった。

## 若年期
ジュリアンは1930年4月17日に、パリの南東110キロメートルにあるロワレ県セッポワのカフェ店主の息子として生まれた。第二次世界大戦中、パリから疎開してきた子供たちから、運河を自転車で渡ってみろと言われたことがきっかけで、モトクロスを始めた。

## キャリア
1957年にフランスのモトクロスのチャンピオンとなり、これにより、著名なカースタントコーディネーターのジル・ドラマールの目に留まった。1964年、コメディ映画『ファントマ 危機脱出』に主演のジャン・マレーのスタントとして初めて映画に出演し、1966年のフランスのコメディ映画『大進撃』(La Grande Vadrouille)でドイツ軍のオートバイ運転手役を演じた。
1966年にドラマールがスタント中に死亡した後、ジュリアンはドラマールが様々な映画スタジオと契約していたカースタントを引き継いだ。ジュリアンはカースタントに科学的にアプローチして、スクリーン上に壮大なイメージを作り出し、CGが発達する以前の映画・テレビ業界内で高い評価を受けた。フランス国内の映画やテレビで起用された後、ヨーロッパで撮影されたハリウッド映画でも使われるようになり、米英合作映画『ミニミニ大作戦』(The Italian Job)でも起用された。本作のプロデューサーのマイケル・ディーリーは後に、「レミーと初めて会ったとき、（本作の監督の）ピーター・コリンソンと私は、彼が我々の想像以上のカーチェイスをしようとしており、そのまま台本に書き込めるような身の毛のよだつような様々なスタントを提案してくれたことに、大変嬉しく思った」と語っている。ジュリアンは、トリノの街路や屋根を小型車「ミニ」で駆け抜ける壮大なカーチェイスを含む、本作の乗り物を使った全てのスタントを計画し、監督した。
『ミニミニ大作戦』の後、ジュリアンはハリウッドの映画界において「頼りになるスタントコーディネーター」として多数の映画に起用されるようになった。特に、6作の007シリーズ（そのうち5作がジョン・グレン監督作品）のスタント（『007/ユア・アイズ・オンリー』のシトロエン・2CV、『007/美しき獲物たち』のルノー・11、『007/消されたライセンス』のウィリーするケンワースのガソリンタンク車など）でよく知られている。グレンは、「タンク車のチェイスは私が考えた中でも最も危険なカーチェイスだった」と述べ、準備中のジュリアンは気難しそうにしていたと語った。
ジュリアンは生涯で1400本以上の映画に関わった。ルノーやシトロエンなどのフランスの自動車メーカーが、テレビや映画のCMでジュリアンを多用した。1980年代にはイタリアのフィアットや日本のいすゞ自動車「ジェミニ」のCMでも使用された。2005年にはフランスのテレビ局M6と契約して、1970年代のテレビドラマ『刑事スタスキー&ハッチ』のフランス語版リメイクのコンサルティングを行った。
ジュリアンはフランスで、カースタントに必要な専門技術をドライバーやメカニックに教える学校を開設した。また、パリのウォルト・ディズニー・スタジオ・パークのアトラクション"Moteurs... Action! Stunt Show Spectacular"の監修を行った。

## 裁判
1999年8月16日、リュック・ベッソン製作・脚本、ジェラール・クラヴジック監督の『TAXi②』のカースタントの撮影中、プジョー・406にはねられてカメラマンのアラン・デュタルトルが死亡し、カメラアシスタントが重傷を負う事故が発生した。
検察当局はジュリアンを「スタントの安全のために必要な措置を講じなかった」「車の速度とジャンプの長さの計算を無視していた」として提訴した。第一審では、ジュリアンに対し執行猶予つきの懲役18か月と罰金13000ユーロ、およびデュタルトルの遺族に対して5千ユーロ、ベッソンの製作会社ヨーロッパ・コープに対して1ユーロの損害賠償の判決が下された。ジュリアンは、ヨーロッパ・コープが安全装備を用意せず、ジュリアンが申し出たカーチェイスのリハーサルを費用の問題で拒否したと主張して控訴した。
2009年6月29日、パリ控訴裁判所は、ヨーロッパ・コープに対し過失致死罪により10万ユーロの罰金を命じた。ジュリアンに対しては、執行猶予つきの懲役6か月と罰金2000ユーロに減刑された。また、両者に対してデュタルトルの遺族への3万ユーロの損害賠償を命じた。
2010年5月11日、破毀院（フランス最高裁）は、ジュリアンに対する判決を棄却し、ヨーロッパ・コープに対する判決を確定させた。

## 私生活と死去
1956年1月30日にアントワネット・ペドロッキ(Antoinette Pedrocchi)と結婚した。アントワネットとの間の息子にミシェルとドミニクがおり、いずれも高い技術をもつカースタントマン・コーディネーターである。
2021年1月初頭、新型コロナウイルス感染症に罹患してモンタルジ近郊のアミリーの病院に入院し、1月21日の夜に死去した。